# TeleRadio-Moldova
TeleRadio-Moldova (TRM) – mołdawski publiczny nadawca radiowo-telewizyjny.
Od 1993 nadawca jest członkiem Europejskiej Unii Nadawców.
Obecnie nadaje dwa kanały radiowe: Radio Moldova (na rynek krajowy) oraz Radio Moldova International (dla zagranicy), a także dwa kanały telewizyjne: Moldova 1 i Moldova 2 (dla publiczności w kraju), a w latach 2007–2012 TVMI (dla zagranicy). Ponadto od 1 grudnia 2013 roku we współpracy z rumuńskim TVR nadawany jest kanał o nazwie TVR Moldova, który emituje retransmisje programów z anten: TVR1, TVR2, TVR3 oraz TVR i.